# Patrick Fabian (színművész)
Patrick Fabian (Pittsburgh, 1964. december 7. –) amerikai színész.
Fontosabb alakítása volt Howard Hamlin ügyvéd a Better Call Saul (2015–2022) című drámasorozatban.
Szerepelt a Döntő játszma (2006), Az utolsó ördögűzés (2010), valamint a Tökös csávó (2012) és a Tökös csávó 2. (2014) című filmekben is.

## Filmográfia

### Film
| Év   | Magyar cím                        | Eredeti cím                          | Szerep                | Magyar hang          |
| ---- | --------------------------------- | ------------------------------------ | --------------------- | -------------------- |
| 1998 | Félpénz beszél                    | Sour Grapes                          | Palmer                |                      |
| 2004 |                                   | Clean                                | Bobby Franklin        |                      |
| 2005 | Kutyátlanok kíméljenek            | Must Love Dogs                       | Donald                |                      |
| 2006 | Döntő játszma                     | End Game                             | Brian Martin          |                      |
| 2009 | Vakáció a szigeten                | Spring Breakdown                     | Kevin                 |                      |
| 2010 | Az utolsó ördögűzés               | The Last Exorcism                    | Cotton Marcus         | Galambos Péter       |
| 2010 |                                   | The Land of the Astronauts           | Russell               |                      |
| 2011 |                                   | Pig                                  | belgyógyász           |                      |
| 2012 | Tökös csávó                       | Bad Ass                              | Malark rendőrtiszt    | Kamarás Iván         |
| 2012 |                                   | Tales of Everyday Magic              | Ryan Kilgore          |                      |
| 2012 | Atlasz megremegett 2. – A csapás  | Atlas Shrugged: Part 2               | James Taggart         | Czvetkó Sándor       |
| 2013 |                                   | Jimmy                                | Lee Mitchell          |                      |
| 2014 | Tökös csávó 2.                    | Bad Ass 2: Bad Asses                 | Malark rendőrtiszt    | Csík Csaba Krisztián |
| 2017 |                                   | DriverX                              | Leonard Moore         |                      |
| 2018 |                                   | The Death of Superman                | Hank Henshaw (hangja) |                      |
| 2019 |                                   | Reign of the Supermen                | Hank Henshaw (hangja) |                      |
| 2019 |                                   | Eat, Brains, Love                    | Alastaire             |                      |
| 2023 | Batman: A végzet Gothambe érkezik | Batman: The Doom That Came to Gotham | Harvey Dent (hangja)  | Suhajda Dániel       |
| 2023 | A másik Zoey                      | The Other Zoey                       | Matt MacLaren         |                      |
| 2024 |                                   | The Way We Speak                     | Simon Harrington      |                      |
| 2025 | A végső rítus                     | The Ritual                           | Bishop Edwards        | Czvetkó Sándor       |

### Televízió
| Év        | Magyar cím                    | Eredeti cím                          | Szerep                              | Megjegyzések                                 |
| --------- | ----------------------------- | ------------------------------------ | ----------------------------------- | -------------------------------------------- |
| 1992      | Bűnvadászok                   | Bodies of Evidence                   | Scott Easton                        | 1 epizód                                     |
| 1992      | Drága testek                  | Silk Stalkings                       | Ron Gerschak                        | 1 epizód                                     |
| 1993      | Esküszöm!                     | For Love and Glory                   | ismeretlen szerep                   | tévéfilm                                     |
| 1993      | Beverly Hills 90210           | Beverly Hills, 90210                 | Charlie Dixon                       | 1 epizód                                     |
| 1993–1994 |                               | Saved by the Bell: The College Years | Jeremiah Lasky professzor           | visszatérő szereplő (8 epizód)               |
| 1994      | Gyilkos sorok                 | Murder, She Wrote                    | Larry Shields                       | 1 epizód                                     |
| 1995      | Mentőangyalok                 | University Hospital                  | Kurt Palmer                         | 1 epizód                                     |
| 1995      | Melrose Place                 | Melrose Place                        | Lowell                              | 1 epizód                                     |
| 1996      |                               | Boston Common                        | Prof. Jack Reed                     | 1 epizód                                     |
| 1996      |                               | Townies                              | Danny                               | 1 epizód                                     |
| 1997      | Star Trek: Voyager            | Star Trek: Voyager                   | Taymon                              | 1 epizód                                     |
| 1997      | A tömegpusztítás fegyverei    | Weapons of Mass Distraction          | Brandon Joyner                      | - tévéfilm - magyar hangja: - Boros Zoltán   |
| 1997      | Millennium                    | Millennium                           | Ratfinkovich                        | 1 epizód                                     |
| 1998      | Xena: A harcos hercegnő       | Xena: Warrior Princess               | Rafe                                | 1 epizód                                     |
| 1998      |                               | Jenny                                | Parker                              | 1 epizód                                     |
| 1998      | Időzsaru                      | Timecop                              | Dean Cooke / Eric Cooke             | - 1 epizód - magyar hangja: - Czvetkó Sándor |
| 1998      | Jóbarátok                     | Friends                              | Dan                                 | 1 epizód                                     |
| 1999      | Ámor nyila                    | Cupid                                | Don Quixote                         | 1 epizód                                     |
| 1999      | 2×2 néha sok(k)               | Two of a Kind                        | Alex Reardon                        | 1 epizód                                     |
| 1999      | Dharma és Greg                | Dharma & Greg                        | Doug                                | 1 epizód                                     |
| 1999–2000 |                               | Time of Your Life                    | Spencer Halloway                    | visszatérő szereplő (6 epizód)               |
| 1999–2002 |                               | Providence                           | Jerry Kaufman                       | visszatérő szereplő (7 epizód)               |
| 2000      |                               | Arli$$                               | Jacques                             | 1 epizód                                     |
| 2000      |                               | FreakyLinks                          | Wayne                               | 1 epizód                                     |
| 2001      | Csak egy kis para             | The Trouble With Normal              | Eric                                | 1 epizód                                     |
| 2001      | Vágyrajárók                   | Rude Awakening                       | Brian                               | 2 epizód                                     |
| 2001      | Nash Bridges – Trükkös hekus  | Nash Bridges                         | Ethan                               | 1 epizód                                     |
| 2001      |                               | The Education of Max Bickford        | Josh Howlett                        | 1 epizód                                     |
| 2003      | Nyomtalanul                   | Without a Trace                      | ismeretlen szerep                   | 1 epizód                                     |
| 2003      | CSI: A helyszínelők           | CSI: Crime Scene Investigation       | Rhone Kinsey-Confer                 | 1 epizód                                     |
| 2003      | Divatalnokok                  | Just Shoot Me!                       | Martin                              | 1 epizód                                     |
| 2003–2005 | Isteni sugallat               | Joan of Arcadia                      | Gavin Price                         | visszatérő szereplő (16 epizód)              |
| 2004      | Bostoni halottkémek           | Crossing Jordan                      | Buddy Holly / Horned Rimmed Glasses | 1 epizód                                     |
| 2004      | 24                            | 24                                   | William Cole                        | 2 epizód                                     |
| 2004      | A pokol csúszdája             | Helter Skelter                       | Jay Sebring                         | tévéfilm                                     |
| 2004      | Mindig nyár                   | Summerland                           | Ian Straub                          | 1 epizód                                     |
| 2004      | Tiszta Hawaii                 | North Shore                          | Dr. Burtwhistle                     | 1 epizód                                     |
| 2004      | Rejtélyes vírusok nyomában    | Medical Investigation                | Gary Riesen                         | 1 epizód                                     |
| 2004      |                               | Quintuplets                          | Scales edző                         | 1 epizód                                     |
| 2004      | Will és Grace                 | Will & Grace                         | Alan                                | 1 epizód                                     |
| 2004      | Rénszarvas mentőakció         | Snow                                 | Buck Seger                          | - tévéfilm - magyar hangja: - Megyeri János  |
| 2005      | Vak igazság                   | Blind Justice                        | Clay Simmons                        | 1 epizód                                     |
| 2005      | Figyelők                      | Eyes                                 | Doug Taft                           | 1 epizód                                     |
| 2005      | Everwood                      | Everwood                             | Dr. Henry Validor                   | 1 epizód                                     |
| 2005      | CSI: Miami helyszínelők       | CSI: Miami                           | Ken Gannon                          | 1 epizód                                     |
| 2005      |                               | Reba                                 | Parks tiszteletes                   | 1 epizód                                     |
| 2005      | Csiribí-csiribá               | Twitches                             | Thantos                             | tévéfilm                                     |
| 2006      | Shark – Törvényszéki ragadozó | Shark                                | Dr. Charlie Bender                  | 1 epizód                                     |
| 2006      | Ki ez a lány?                 | Ugly Betty                           | hírolvasó                           | 1 epizód                                     |
| 2006–2007 | Veronica Mars                 | Veronica Mars                        | Hank Landry professzor              | visszatérő szereplő (8 epizód)               |
| 2006–2007 | Magánügyek                    | Close to Home                        | Mike Bachner / Mrs. Veeder's lawyer | 2 epizód                                     |
| 2007      | Halottnak a csók              | Pushing Daisies                      | Mark Chase                          | 1 epizód                                     |
| 2007      | Csiribí-csiribá 2.            | Twitches Too                         | Thantos                             | tévéfilm                                     |
| 2007      |                               | Viva Laughlin                        | Steve                               | 1 epizód                                     |
| 2007      | Dr. Csont                     | Bones                                | Terry Stinson                       | 1 epizód                                     |
| 2007      | NCIS                          | NCIS                                 | Ray Vincent                         | 1 epizód                                     |
| 2007      | Las Vegas                     | Las Vegas                            | Ted Leandros                        | 1 epizód                                     |
| 2008      | Boston Legal – Jogi játszmák  | Boston Legal                         | Stanley Gould ügyvéd                | 1 epizód                                     |
| 2008      | Minden lében négy kanál       | Burn Notice                          | Zeke                                | 1 epizód                                     |
| 2008      | The Cleaner – A független     | The Cleaner                          | Tom D'Agostino                      | 1 epizód                                     |
| 2008      | Agyament karácsony            | Snow 2: Brain Freeze                 | Buck Seger                          | - tévéfilm - magyar hangja: - Czvetkó Sándor |
| 2008–2009 |                               | Valentine                            | Ray Howard / Hephaestus             | főszereplő (8 epizód)                        |
| 2009      | Életfogytig zsaru             | Life                                 | Dr. Stanton                         | 1 epizód                                     |
| 2009      | A mentalista                  | The Mentalist                        | Rand Faulk                          | 1 epizód                                     |
| 2009      | Jim szerint a világ           | According to Jim                     | Daniel                              | 1 epizód                                     |
| 2009      | Haláli testcsere              | Drop Dead Diva                       | Kevin Hanson                        | 1 epizód                                     |
| 2009      | Ütközések                     | Crash                                | Jonas Dixon                         | 2 epizód                                     |
| 2009–2010 | Hármastársak                  | Big Love                             | Ted Price                           | visszatérő szereplő (10 epizód)              |
| 2010      | Mély vízben                   | The Deep End                         | ügyvéd                              | 1 epizód                                     |
| 2010      | Született detektívek          | Rizzoli & Isles                      | Nate                                | 1 epizód                                     |
| 2010      |                               | Svetlana                             | lelkész                             | 1 epizód                                     |
| 2010      | CSI: New York-i helyszínelők  | CSI: NY                              | Charles Richmore                    | 1 epizód                                     |
| 2010–2011 |                               | Gigantic                             | John Moore                          | visszatérő szereplő (13 epizód)              |
| 2011      |                               | Working Class                        | Rob Parker                          | főszereplő (8 epizód)                        |
| 2011      | Vérmes négyes                 | Hot in Cleveland                     | Richard                             | 1 epizód                                     |
| 2011      | Doktor Addison                | Private Practice                     | Robert Weston                       | 1 epizód                                     |
| 2012      | Született feleségek           | Desperate Housewives                 | Frank                               | 2 epizód                                     |
| 2012      | Hawaii Five-0                 | Hawaii Five-0                        | Tony Denis                          | 1 epizód                                     |
| 2012      |                               | Longmire                             | Dr. Dennis Nunn                     | 1 epizód                                     |
| 2012      | Csont nélkül                  | The Finder                           | Anderson vezérigazgató              | 1 epizód                                     |
| 2012      | Gyilkos elmék                 | Criminal Minds                       | Barry Flynn                         | 1 epizód                                     |
| 2012–2013 | Híradósok                     | The Newsroom                         | Tony Hart                           | 2 epizód                                     |
| 2013      | Castle                        | Castle                               | Peter Monroe                        | 1 epizód                                     |
| 2013      |                               | The Good Mother                      | Scott                               | tévéfilm                                     |
| 2013      | Botrány                       | Scandal                              | Meyers szenátor                     | 1 epizód                                     |
| 2014      | Cloud 9                       | Cloud 9                              | Richard Morgan                      | tévéfilm                                     |
| 2014      | Franklin és Bash              | Franklin & Bash                      | Paul Levy                           | 1 epizód                                     |
| 2014      | A Grace klinika               | Grey's Anatomy                       | Dr. Oliver Lebackes                 | 1 epizód                                     |
| 2015      |                               | Scorpion                             | Stephen Caine százados              | 1 epizód                                     |
| 2015–2022 | Better Call Saul              | Better Call Saul                     | Howard Hamlin                       | főszereplő                                   |
| 2016      |                               | Casa Vita                            | Willis edző                         | tévéfilm                                     |
| 2016      | Grimm                         | Grimm                                | Dr. Eugene Forbes                   | 1 epizód                                     |
| 2017      | Sherlock és Watson            | Elementary                           | Lars Vestergaard                    | 1 epizód                                     |
| 2017–2021 | Lucifer az Újvilágban         | Lucifer                              | Reese Getty                         | 2 epizód                                     |
| 2018      | A S.H.I.E.L.D. ügynökei       | Agents of S.H.I.E.L.D.               | Gaius Ponarian szenátor             | 1 epizód                                     |
| 2018      | Vészhelyzet: Los Angeles      | Code Black                           | Owen Edwards                        | 3 epizód                                     |
| 2019      | Barry                         | Barry                                | Space Dad                           | 1 epizód                                     |
| 2019      |                               | The Conners                          | James                               | 1 epizód                                     |
| 2019–2021 |                               | Special                              | Phil                                | főszereplő                                   |
| 2020      |                               | Carol's Second Act                   | Dr. Lewis                           | 4 epizód                                     |
| 2020      | Fekete hétfő                  | Black Monday                         | Putnam kormányzó                    | 3 epizód                                     |
| 2021      | The Morning Show              | The Morning Show                     | Jeff                                | 1 epizód                                     |
| 2022      | Ducika kalandjai              | Gordita Chronicles                   | Mr. Frank                           | - 4 epizód - magyar hangja: - Rosta Sándor   |

## Fordítás
- Ez a szócikk részben vagy egészben  a   Patrick Fabian című angol Wikipédia-szócikk ezen változatának fordításán alapul.  Az eredeti cikk szerkesztőit annak laptörténete sorolja fel. Ez a jelzés csupán a megfogalmazás eredetét és a szerzői jogokat jelzi, nem szolgál a cikkben szereplő információk forrásmegjelöléseként.